# Filippo Palizzi
Filippo Palizzi, född den 16 juni 1818 i Vasto, död den 11 september 1899 i Neapel, var en italiensk målare.
Palizzi var Italiens förste representant för friluftsmåleriet (den så kallade verismen) med intryck från den franska landskapskonsten. Han blev tillsammans med sin vän Domenico Morelli ledare för den så kallade Posilipposkolan i Neapel. Själv utförde han främst djurbilder i det fria. I Galleria dell' arte moderna i Rom är ett rum upptaget av hans tavlor.